# Sternangustum perissinottoi
Sternangustum perissinottoi är en skalbaggsart som beskrevs av Karl Adlbauer 2008. Sternangustum perissinottoi ingår i släktet Sternangustum och familjen långhorningar. Inga underarter finns listade i Catalogue of Life.